# ستانيسلاف غينشيف
ستانيسلاف غينشيف (بالبلغارية: Станислав Генчев)‏ (20 مارس 1981 في بلغاريا - ) هو لاعب كرة قدم بلغاري في مركز الوسط. شارك مع منتخب بلغاريا لكرة القدم. أما مع النوادي، فقد لعب مع أيل ليماسول وسلافيا صوفيا وليفسكي صوفيا ونادي تشيرنو مور فارنا ونادي سبارتاك فارنا ونادي فاسلوي ونادي لودوغورتس رازغراد ونادي ليتكس لوفتش وFC Montana ‏ وفيلبوزد كيوستينديل ‏.

## روابط خارجية
- ستانيسلاف غينشيف على موقع قاعدة بيانات كرة القدم.إي يو (الإنجليزية)
- ستانيسلاف غينشيف على موقع ناشيونال فوتبول تيمز (الإنجليزية)
- ستانيسلاف غينشيف على موقع Soccerway.com (الإنجليزية)
- ستانيسلاف غينشيف على موقع عالم كرة القدم.نت (الإنجليزية)